# Bye Bye I Love You
Chansons représentant le Luxembourg au Concours Eurovision de la chanson
Tu te reconnaîtras
(1973) Toi
(1975)
Singles de Ireen Sheer
Nur noch einen Tanz
(février 1974) Thank You
(juin 1974)
Bye Bye I Love You (« Au revoir, je t'aime ») est une chanson écrite par Michael Kunze sur une musique de Ralph Siegel et interprétée par la chanteuse germano-britannique Ireen Sheer, sortie en 45 tours en 1974.
C'est la chanson représentant le Luxembourg au Concours Eurovision de la chanson 1974.
Ireen Sheer a également enregistré la chanson sous le même titre en allemand ainsi qu'en anglais.

## À l'Eurovision

### Sélection
La chanson Bye Bye I Love You, interprétée par Ireen Sheer, est sélectionnée en interne pour représenter le Luxembourg au Concours Eurovision de la chanson 1974 le 6 avril à Brighton, Angleterre, au Royaume-Uni.

### À Brighton
La chanson est intégralement interprétée en français, hormis les quelques mots en anglais du titre, l'une des langues officielles du Luxembourg, le choix de langue étant toutefois libre entre 1973 et 1976. L'orchestre est dirigé par le Britannique Charles Blackwell (en).
Bye Bye I Love You est la neuvième chanson interprétée lors de la soirée du concours, suivant la chanson lauréate de 1974 Waterloo du groupe ABBA pour la Suède et précédant Celui qui reste et celui qui s'en va de Romuald pour Monaco.
À l'issue du vote, elle obtient 14 points, se classant 4e — à égalité avec Celui qui reste et celui qui s'en va de Romuald pour Monaco et Long Live Love de Olivia Newton-John pour le Royaume-Uni — sur 17 chansons,.

## Liste des titres
| A. | Bye Bye I Love You                               | Michael Kunze, Ralph Siegel, Humbert Ibach       | 3:09 |
| B. | Tous les grands sentiments (Rosenbaum Boulevard) | Jean-Sébastien Bach, Michael Kunze, Ralph Siegel | 3:22 |

## Classements

### Classements hebdomadaires
| Classement (1974)                       | Meilleure position |
| --------------------------------------- | ------------------ |
| Belgique (Flandre Ultratop 50 Singles)  | 30                 |
| Belgique (Wallonie Ultratop 50 Singles) | 38                 |
| France (IFOP)                           | 61                 |

## Historique de sortie
| Pays        | Date | Format   | Label   |
| ----------- | ---- | -------- | ------- |
| Allemagne   | 1974 | 45 tours | Polydor |
| Belgique    | 1974 | 45 tours | Polydor |
| France,     | 1974 | 45 tours | Polydor |
| Pays-Bas    | 1974 | 45 tours | Polydor |
| Portugal    | 1974 | 45 tours | Polydor |
| Scandinavie | 1974 | 45 tours | Polydor |